# Riverworld (jeu vidéo)
Riverworld est un jeu vidéo de stratégie en temps réel développé et édité par le studio français Cryo Interactive en 1998. Il s'agit d'une adaptation en jeu vidéo du cycle romanesque de science-fiction Le Fleuve de l'éternité (Riverworld) publié par l'écrivain américain Philip José Farmer entre 1971 et 1983.

## Synopsis
Le joueur incarne Richard Burton, un explorateur britannique venu du XIXe siècle qui, après sa mort, s'éveille dans le Monde du Fleuve, un univers où coexistent des personnalités de l'histoire de la Terre appartenant à des époques et à des pays différents. Chaque grande personnalité est à la tête d'un territoire et d'une civilisation qu'il développe.

## Développement
Seuls les postes principaux sont indiqués ici :
- Réalisation : Fabrice Bernard
- Conception du jeu : Éric Simon, Fabrice Bernard
- Artiste 3D en chef : Sandrine Houallet
- Programmeur principal : Fabrice Bernard
- Programmeur de l'intelligence artificielle : Pierre Portier
- Programmeur 3D : Antoine Guillon, Frederic Heintz, Hubert Sarret
- Musique et sons : Stéphane Picq

## Principe du jeu
Riverworld est un jeu de stratégie en temps réel. L'interface peut basculer entre une vision à la troisième personne et une vision à la première personne. Le joueur doit récolter des ressources naturelles et construire des bâtiments pour élaborer une civilisation et la complexifier peu à peu en développant de nouvelles technologies, le tout avant que ses deux adversaires n'en fassent autant. Le jeu démarre à l'âge du bois, puis avance de la Préhistoire à l'époque moderne et contemporaine, les derniers âges disponibles incluant des technologies futuristes relevant de la science-fiction.